# مسجد چول‌قلعه
مسجد چول‌قلعه (ترکی آذربایجانی: Çöl Qala məscidi) یک مسجد در شهر شوشی است.
این مسجد در خیابان گ. ذاکر محله چول‌قلعه شوش واقع شده‌است. محله چول‌قلعه یکی از ۹ محله پایین و جنوبی شوشی است. در مجموع ۱۷ محله اصلی در این شهر وجود دارد. مسجد چول‌قلعه یکی از هفده مسجدی بود که در اواخر سده نوزدهم میلادی در شوشی فعالیت می‌کرد. هیچ مناره‌ای در مسجد وجود نداشت و طراحی بیرونی مسجد چول‌قلعه به دنبال یک ساختمان مسجد محله‌ای با پلان مستطیل شکل بود که فضای درونی کاملاً مطابق با معماری مذهبی اسلامی بود. در مسجد نمازخانه سه شبستانی بود. چشمه چول‌قلعه در کنار مسجد، آب معدنی شوشی را تأمین می‌کرد. این مسجد یکی از ارزشمندترین بناهای ذخیره‌گاه تاریخی و معماری دولتی شوشی بود.